# 久留島通靖
久留島 通靖（くるしま みちやす）は、江戸時代後期の大名。豊後国森藩第12代（最後）の藩主。官位は従五位下・伊予守。

## 略歴
11代藩主久留島通胤の長男として誕生した。
安政7年（1860年）閏3月11日、父の死去により家督を継いだ。文久3年（1863年）12月26日、従五位下・伊予守に叙任する。慶応2年（1866年）2月21日、藩主就任以来一度もお国入りをしていないため、幕府に帰藩を願う。同年5月19日、幕府から江戸警備を命じられる。同年12月23日、幕府はようやく帰藩を許可する。
幕末期において薩摩藩と密かに接近して尊王論に傾倒し、藩論を尊王論で取りまとめた。そして慶応3年（1867年）の大政奉還後の12月13日、入京して新政府側に与している。ちなみにこれは、豊後国内で唯一の行動である。慶応4年（1868年）、西国筋郡代窪田鎮勝が日田の西国筋郡代代官所を放棄するとこれを占拠し、のちに朝廷より岡藩と共に警備を任された。
明治2年（1869年）6月23日、版籍奉還により知藩事に就任する。明治4年（1871年）7月15日、廃藩置県で免官された。同年9月23日、東京に移住した。明治12年（1879年）2月23日、29歳で死去した。法号は舜岳院。
通靖の嫡男・通寛は病弱だったため、弟の通簡が家督を継いでいる。

## 系譜
父母
- 久留島通胤（父）

正室
- 毛登子 ー 黒田長元の四女、後に離婚

子女
- 久留島通寛[1]

養子
- 久留島通簡 ー 実弟